# José Carlos Mahía
José Carlos Mahía (Las Piedras, Canelones, 8 de agosto de 1966) es un profesor de historia, periodista y político uruguayo, perteneciente al Frente Amplio. Desde el 1° de marzo de 2025 es Ministro de Educación y Cultura de Uruguay. Ha sido Representante Nacional electo por Canelones desde 1995. Fue candidato a la Intendencia de Canelones para las elecciones de mayo de 2015. Mahía vive hasta el presente en Las Piedras. 

## Biografía
Cursó tanto la escuela como el liceo en la educación pública, la Escuela N° 106 José Artigas y el Liceo N° 1 Manuel Rosé de Las Piedras.
Es egresado como Profesor de Historia del Instituto de Profesores Artigas (IPA), realizó estudios de inglés y egresó en el IPEP del curso de periodismo. 
Comenzó a estudiar en la Facultad de Derecho que posteriormente abandonó para dedicarse a su profesión y a otros trabajos privados: fue vendedor de vinos de la cooperativa Uvical en toda la Costa de Oro, parte del Santoral canario y Las Piedras, actividad que desempeñó hasta asumir como legislador por primera vez en 1995. 
Fue profesor desde 1988 a la fecha en distintos liceos del oeste de Canelones. En los últimos 20 años y de forma ininterrumpida, lo hace de forma honoraria en el Liceo N° 1 Manuel Rosé de Las Piedras, aquel en el que años atrás había sido estudiante. Sus inicios en la militancia estudiantil fueron en el año 1984 en ASCEEP – FEUU en Secundaria y luego en el CEIPA integrando la lista gremial 98. 
Es afiliado a Fenapes desde 1988. 
Está en pareja con Patricia Varela y tiene cuatro hijos: Eugenia, Felipe (ambos de su primer matrimonio), Santiago de 22 (hijo de su compañera) y Victoria de 13 (hija de ambos). 

## Actividad política
Desde el punto de vista político siempre militó en el Frente Amplio. En 1986 se integró al PGP, lista 99 en Canelones y formó parte del Ejecutivo Departamental hasta 1989. 
Militó en la corriente minoritaria del sector que se oponía a la ruptura con el Frente Amplio y al momento de la misma presidió con 22 años, el Ejecutivo Departamental del PGP. En esa época y en sintonía con la búsqueda de “Verdad y Justicia” fue un activo militante de base en la campaña del Voto Verde. 
En 1989 formó parte del Movimiento 20 de mayo, también en Canelones, obteniendo en esas elecciones la lista 205 representación en la Junta Departamental. 
En los comienzos de los ´90 militó como independiente en el Frente Amplio hasta que en 1994 ingresó a Asamblea Uruguay siendo parte del proceso fundacional del sector.

## Diputado por Canelones (1995)
En 1994 fue candidato a Diputado en la elección en la que el Frente Amplio llegó a ser uno de los tercios del Parlamento y la lista 2121 fue la más votada. Eso le permitió obtener al sector tres de las cuatro bancas del Frente por Canelones, correspondiéndole a Mahía una de ellas. 
Como consecuencia, en 1995, con 28 años, asumió por primera la banca de Diputado siendo el legislador más joven de esa legislatura. 
En ese lapso (1995-2000) integró en la Cámara de Diputados la Comisión de Energía, Minería y Turismo, participando activamente del debate sobre la Ley del Marco Regulatorio Energético. 
Como novel legislador tuvo además una fuerte incidencia en la elaboración de distintas leyes como por ejemplo la de “Relaciones de Consumo” (de Defensa del Consumidor), la que regula las “Grandes superficies” y las leyes de “Marcas” y “Patentes” entre otras  
En ese período, en nombre del Frente Amplio realizó además un llamado a Comisión General en la Cámara de Diputados al entonces Ministro de Industria y Energía, Julio Herrera, para analizar la política energética del gobierno de coalición de la época. 
A mediados de los ´90 (1996) comenzó su actividad parlamentaria a nivel internacional: se integró al Parlamento Latinoamericano (Parlatino) y a la Comisión de “Niñez y Juventud” de la que fue Vicepresidente durante once años. 
Paralelamente a nivel político sectorial se incorporó al Consejo Político Nacional de Asamblea Uruguay, pasando de esa forma a conformar parte de la dirección del sector hasta nuestros días. 
En el 2000 integró en el Comando Político del Frente Amplio que llevó adelante la candidatura a la Intendencia de Ángel Spinoglio. 
Uno de sus rasgos distintivos ha sido priorizar el trabajo mano a mano con la gente. En particular, en el periodo 2000-2005, época pautada por una profunda crisis social y económica, la debacle del 2002 con desempleo extremo, emigración récord y un deterioro de la sociedad en su conjunto. Desarrolló una intensa política opositora al gobierno Colorado de Canelones en una época en que en el departamento crecían las ollas populares y “clubes de trueque” que permitieron a mucha gente poder subsistir. 
A nivel parlamentario integró la Comisión de Educación y Cultura de la Cámara destacándose su participación en proyectos de ley relevantes para el país como el referido a “Derechos de autor y afines” que el Uruguay requería actualizar. 
Presentó también el emblemático proyecto de ley por el que la canción “A Don José” fue declarada “Himno Popular y Cultural del Uruguay” en octubre de 2003.  
Finalmente en ese período integró en representación del Frente Amplio la Comisión Investigadora sobre irregularidades en la Corporación para el Desarrollo siendo el miembro informante de la minoría. 
En las elecciones de 2004, junto con el triunfo a nivel nacional del Frente Amplio fue reelecto por tercera vez consecutiva en el Parlamento y pasó a formar parte nuevamente de la Comisión de Educación y Cultura de la Cámara en la que fue un activo promotor de leyes como la de educación, la jubilación de los artistas nacionales, y la de Cine, entre otras. 
Fue miembro denunciante de la Comisión Investigadora de diversos Entes Autónomos sobre acciones llevadas a cabo en el período 2000-2005. 
En su actividad internacional integró el Parlamento Cultural del Mercosur y fue parte de la instalación del Parlamento del Mercosur. 
En todos estos años desde el punto de vista político institucional presidió varias Comisiones Parlamentarias, fue Vicepresidente del Cuerpo e ingresó a la Cámara Alta como suplente de la senadora Susana Dalmás. 
A nivel político partidario fue Coordinador de la Bancada del Frente Amplio y de su sector en varias oportunidades. 
En la legislatura 2010-2015 fue miembro de las Comisiones de Asuntos Internacionales; y la de Ciencia y Tecnología, llegando a presidir ambas en el período. 
En su actividad parlamentaria internacional se integró a la Unión Interparlamentaria, presidió la Comisión de Democracia y Derechos Humanos. Integró además la Comisión de Asuntos Vinculados a la ONU formando parte del Buró Político de la misma en representación del Grupo de América Latina y el Caribe (GRULAC). En ese marco participó en misiones de campo en Colombia, Albania, Montenegro y Costa de Marfil. 
En el año 2014 en representación de la delegación del parlamento uruguayo ante la Unión Interparlamentaria presentó como Punto de Urgencia en la Asamblea de ese organismo un tema que con el paso de los años va cobrado mayor relevancia como lo es el de la Ciberguerra. En este sentido bajo el rótulo “La ciberguerra una amenaza para la Paz y la Seguridad en el Mundo” pasó a ser un asunto de estudio de la Unión y en el encuentro realizado en 2015 en Hanói, Vietnam, el Diputado Mahía fue relator sobre el tema. 
Durante el gobierno 2010-2015 Mahía intensificó su trabajo en todo Canelones involucrándose cada vez más en temas de gestión departamental, constituyendo equipos de trabajo vinculados a los cinco vértices en los que se expresó el programa del Frente Amplio. 
A nivel partidario además pasó a integrar la Mesa Nacional del Frente Líber Seregni (FLS) y fue designado como responsable de la Comisión de Educación del FLS.
En octubre de 2014 encabezó nuevamente la lista 2121 de Canelones y fue elegido por quinta vez consecutiva a la Cámara de Diputados. 
En enero de 2015 fue proclamado por unanimidad y aclamación como candidato a la Intendencia de Departamental de Canelones.
En 2015 asumió su 5.ª Legislatura consecutiva, siendo el Diputado con más periodos en el Parlamento electo por Canelones desde la restauración democrática a la fecha.
En el actual período (2015-2020) integra diversas comisiones legislativas donde tiene un rol destacado no solo realizando propuestas concretas y buscando mejorar la calidad de las normas sino en el tratamiento de las mismas procurando acuerdos y puntos de encuentro con otros partidos que cuentan con representación parlamentaria siempre bajo la consigna del respeto y el diálogo. 
A nivel partidario en 2016 es electo Vicepresidente del Frente Amplio para el período 2016-2019. 
Desde la Comisión de Constitución y Códigos de la Cámara trabajó activamente en diversos proyectos de ley, en particular, el que creó la Secretaría Nacional de Deportes del cual fue el miembro informante.
Desde la Comisión Especial de Ciencia y Tecnología presentó el proyecto de ley por el cual se regulan las aplicaciones informáticas (App) bajo las consignas base que las situaciones de competencia de mercado se den bajo condiciones de igualdad ante la ley y el asegurar un total cumplimiento de las normativas laborales que rigen en el país. Este proyecto tras ser aprobado en la Cámara de Representantes a fines de 2016 pasó a ser tratado por el Senado a partir de 2017.
Paralelamente en 2016 y en calidad de Presidente de la Comisión de Seguridad y Convivencia, fue miembro infórmate del Proyecto sobre Seguridad Privada, actividad que hasta el momento posee una reglamentación dispersa en diferentes normas (leyes, decretos, reglamentos, etc.) y requiere una actualización a la realidad nacional. Al igual que el proyecto antes mencionado el de Seguridad Privada logró a fines de 2016 ser aprobado por la Cámara de Representantes pasando su tratamiento al Senado.
Finalmente, a nivel parlamentario, en la Comisión de Educación y Cultura - en la que es delegado por el sector - viene realizando una fuerte defensa del proyecto de ley sobre Derechos de Autor que brinda garantías a los trabajadores de la cultura nacional y fue acordado por los actores sociales vinculados al tema: Asociación General de Autores del Uruguay (AGADU), Cámara Uruguaya del Libro (CUL), Federación de Estudiantes Universitarios del Uruguay (FEUU) y que fuera mediado por el PIT-CNT.

## Presidencia de la Cámara de Representantes (2017-2018)
Desde el inicio de la Presidencia de la Cámara el 1 de marzo de 2017, la primera responsabilidad, tal como marcan las normas vigentes, fue lograr el pleno funcionamiento del Cuerpo así como del trabajo de las Comisiones dentro de los marcos establecidos por la Constitución, la Ley y del Reglamento Interno. Ello en razón de asegurar la plena libertad de expresión para quienes son representantes electos por la gente.
En ese marco es que desde la Presidencia José Carlos Mahía definió como ejes de trabajo la promoción de la cultura, la academia, las identidades nacionales, el contacto con el interior del país y el fortalecimiento de los vínculos con la diáspora. 
El 1 de marzo de 2017, Mahía asume como Presidente de la Cámara de Diputados. El 1 de marzo de 2018, Mahía entregó la presidencia a su sucesor, Jorge Gandini.

En diciembre de 2024, Mahía fue anunciado por el presidente electo Yamandú Orsi como futuro Ministro de Educación y Cultura de Uruguay.